# Nad Dniestrem
Nad Dniestrem znany także jako Przeprawa przez Dniepr, Przeprawa przez Dniestr, Kawalkada Lisowczyków nad brzegami Dniestru - obraz olejny namalowany przez Józefa Brandta w roku 1875. Obraz znajduje się w zbiorach Muzeum Narodowego w Krakowie i jest eksponowany w Sukiennicach, w Galerii Sztuki Polskiej XIX wieku, w Sali Chełmońskiego. Inspiracją do powstania obrazu były podróże Brandta nad Dniestr i Dniepr w latach 60. i 70. XIX w. w towarzystwie Juliusza Kossaka. Praca posiada autorską sygnaturę: "Józef Brandt / z Warszawy / 1875."

## Opis obrazu
Nad Dniestrem jest wczesnym obrazem Brandta o tematyce kresowej, pozbawionym charakterystycznej dla artysty ekspresji. Na płótnie zobaczyć możemy oddział lisowczyków stojący przed kozacką stanicą. Scena figuralna została podporządkowana panoramicznie ujętej partii pejzażowej. Na pierwszym planie widać brzeg rzeki zarzucony balami do budowania tratw. Przestrzeń, z prawej strony otwartą na rzekę, z lewej strony zamykają wzgórza, zaś pośrodku obrazu widać drewniany zajazd. Pochmurny pejzaż jest przesycony delikatną mgiełką, a ukryte za chmurami słońce wyzłaca widoczne w oddali strome zbocze. Stonowany koloryt współtworzy nastrojowy charakter sceny, a harmonia barw oraz subtelna technika podkreślają surową urodę kresowego krajobrazu. Środki malarskie użyte przez artystę stwarząją liryczny nastrój, posłużyły one do stworzenia wrażenia wyciszonej, sennej natury.

## Proweniencja historyczna
W 1951 ofiarowany do zbiorów MNK przez Jana Glatzla (1888-1954), chirurga, profesora Uniwersytetu Jagiellońskiego. Przyjęty do zbiorów w roku 1954.

## Udział w wystawach
- Józef Brandt (1841-1915) / II edycja, 2018-10-21 - 2019-01-06; Muzeum Narodowe w Poznaniu
- Józef Brandt (1841-1915), 2018-06-13 - 2018-09-30; Muzeum Narodowe w Warszawie[1]